# Kübekháza
Kübekháza község Csongrád-Csanád vármegye Szegedi járásában.

## Fekvése
Szegedtől délkeletre fekszik, közel a román és a szerb határhoz. Észak felől Deszkhez, északkelet felől Kiszomborhoz tartozó külterületek határolják, kelet és délkelet felől a határa egybeesik az országhatárral, amin túl már romániai területek nyúlnak el (legközelebbi szomszédja délkeleti irányból Óbéba), déli határszéle egy rövid, legfeljebb 200 méteres szakaszon szerbiai területekkel is érintkezik, nyugat felől pedig Szegedhez (Szőreghez) tartozó területrészek övezik. Észak felől egyébként Klárafalva a legközelebb fekvő település, de a közigazgatási területeik nem érintkeznek.

### Megközelítése
A település lakott területének északi szélén végighúzódik a 43-as főút szőregi szakaszától idáig húzódó, majd innen tovább Klárafalváig vezető (és ott a 43-asba visszatorkolló) 4302-es út, ezért mindkét végponti település felől ez a leginkább kézenfekvő megközelítési útvonala. A község főutcája a 43 112-es számú mellékút, amely a lakott terület déli szélét elhagyva onnan még továbbvezet a magyar-szerb-román hármashatárnál emelt Triplex Confinium emlékműig és magyar–szerb határátkelőig. 
Vasútvonal nem érinti a települést, a közelben húzódó Kétegyháza–Újszeged-vasútvonal szőregi és kiszombori állomása is több mint 10 kilométerre található Kübekháza központjától.

## Története
1844-ben magyar dohánykertészeket telepítettek, ez az oka a település sakktábla szerkezetének. Nevét Karl Friedrich von Kübeck (magyarul: Kübeck Károly Frigyes) osztrák hivatalnokról kapta. Kübeck nem vett részt a falu alapításában és valószínűleg sosem látogatotta meg a települést. Eredetileg Torontál vármegye Törökkanizsai járásában volt, 1920 után Csanád megyéhez került, a Torontáli járásba tartozott. Az 1950-es megyerendezéssel Csanád vármegye megszűnésekor Csongrád megyéhez csatolták.
Az 1850-es évektől egyre több elszegényedett kertész hagyta el a falut. A helyükre bánáti sváb családok érkeztek. Az 1940-es évekre az 540 családból már 110 német volt. Ezek jelentős része már a szovjet hadsereg bevonulása előtt elhagyta a falut (a katonaköteles korú németek többsége az SS-ben volt önkéntes, így féltek a megtorlástól). Másokat a háború után kitelepítettek.
2019 októberében adták át a Rábéval közös határátkelőt.

## Közélete

### Polgármesterei
- 1990–1994: Novák Ferenc (független)[5]
- 1994–1998: Boldog Krisztina Anikó (független)[6]
- 1998–2002: Boldog Krisztina (független)[7]
- 2002–2006: Molnár Róbert (független)[8]
- 2006–2010: Dr. Molnár Róbert (független)[9]
- 2010–2014: Dr. Molnár Róbert (független)[10]
- 2014–2019: Dr. Molnár Róbert (független)[11]
- 2019–2024: Dr. Molnár Róbert (független)[12]
- 2024– : Dr. Pungor Edit (független)[1]

## Demográfia
A település népességének változása:
| Lakosok száma | 1450 | 1466 | 1446 | 1418 | 1455 | 1470 | 1465 | 1460 |
|               | 2013 | 2014 | 2015 | 2020 | 2021 | 2022 | 2023 | 2024 |

### Népcsoportok
2001-ben a település lakosságának közel 100%-a magyar nemzetiségűnek vallotta magát.
A 2011-es népszámlálás során a lakosok 83,9%-a magyarnak, 2,1% cigánynak, 0,8% németnek, 0,3% románnak, 0,5% szerbnek mondta magát (16,1% nem nyilatkozott; a kettős identitások miatt a végösszeg nagyobb lehet 100%-nál).
2022-ben a lakosság 90,6%-a vallotta magát magyarnak, 1,4% németnek, 0,9% cigánynak, 0,9% románnak, 0,3% ruszinnak, 0,1% horvátnak, 0,1% ukránnak, 2% egyéb, nem hazai nemzetiségűnek (9,4% nem nyilatkozott; a kettős identitások miatt a végösszeg nagyobb lehet 100%-nál). 

### Vallások
2001-ben a település lakosságának több mint 50%-a vallotta magát római katolikusnak. A falu főterén található Szeged környékének legnagyobb falusi katolikus temploma.
2011-ben a vallási megoszlás a következő volt: római katolikus 42,7%, református 4%, görögkatolikus 0,5%, felekezeten kívüli 20,6% (30,7% nem nyilatkozott).
2022-ben vallásuk szerint 25,7% volt római katolikus, 2,4% református, 0,6% görög katolikus, 0,3% evangélikus, 0,1% ortodox, 2,4% egyéb keresztény, 1% egyéb katolikus, 22,4% felekezeten kívüli (45% nem válaszolt).
2000 óta vannak a faluban baptista istentiszteletek és ifjúsági klubok, táborok. A gyülekezet 2005-ben alakult meg. Azóta folyamatosan növekszik.

## Nevezetességei
- Szent István király katolikus templom
- Kübecker Manufaktur
- Kübekháza Főtér
- Triplex Confinium (hármashatár) átkelő
- Pajta Galéria

2018-ban a Magyar Turisztikai Ügynökség, a Virágos Magyarország versenyben nyújtott kiemelkedő teljesítményéért Kübekházát az Év Települése-díjban részesítette.